# バーントゥンポー駅
バーントゥンポー駅（バーントゥンポーえき、タイ語:สถานีรถไฟชุมทางบ้านทุ่งโพธิ์）は、タイ王国南部スラートターニー県プンピン郡にある、タイ国有鉄道南本線の駅である。
バーントゥンポー駅は、タイ王国南部スラートターニー県の人口9万人が暮らすプンピン郡にある。駅の正面側は東向きであり、町の中心部から北西方向にかなり外れた地点に位置する。
二等駅であるが1日に4本（2往復）の普通列車しか停車しない為、利用しづらい。上記2往復のうち1往復は、キーリーラットニコム支線の列車である。
プンピン郡には、タイ南部の物流拠点の一つとして内陸コンテナデポ (ICD) が設置されており、当駅にもコンテナの取扱いを行うためコンテナヤードが設けられている。

## 歴史
南北3カ所（ペッチャブリー駅、ソンクラー駅、カンタン駅）から開始された南本線全通工事は、終盤に入った1916年7月17日に南側からの工事がチュムポーン駅まで到達したことに伴い、当駅が途中駅として開業した。1951年に、当駅で分岐するプーケット支線の建設が開始され、1956年4月13日にキーリーラットニコムまでの区間が開通し、分岐駅となった。
- 1911年6月9日 【開業】ペッチャブリー駅　-　チャアム駅 (36.57km)
- 1911年11月25日 【開業】チャアム駅　-　フワヒン駅 (25.93km)
- 1914年1月1日 【開業】フワヒン駅　-　ワンポン駅 (19.86km)
- 1914年6月1日 【開業】ワンポン駅　-　プラチュワップキーリーカン駅 (69.48km)
- 1915年12月1日 【開業】プラチュアップキーリーカーン駅　-　バーンクルット駅 (58.2km)
- 1915年3月15日 【開業】バーンクルット駅　-　バーンサパーンヤイ駅 (15.99km)
- 1916年7月17日 【開業】チュムポーン駅 - バーンナ駅 (193.81km)
- 1956年4月13日 【開業】バーントゥンポー分岐駅 - キーリーラットニコム駅 (31.00km)

## 駅構造
単式及び島式1面の複合型ホーム2面2線をもつ地上駅であり、駅舎はホームに面している。